# 仲峰站
仲峰站（韓語：중봉역）是朝鮮民主主義人民共和國咸镜北道会宁市仲峰洞的一個鐵路車站，属于細川線。

## 邻近车站
細川線
細川站 - 仲峰站